# Copenhagen Jazz Festival
Il Copenhagen Jazz Festival è un evento annuale di musica jazz che si tiene a Copenaghen, Danimarca, fin dal 1979. Nel 2006 l'edizione ha contato circa 850 concerti e nel 2005 ben 240.000 spettatori lo hanno seguito.
Il festival inizia ogni anno il primo venerdì di luglio e dura 10 giorni consecutivi.
Al Copenhagen Jazz Festival hanno partecipato musicisti del calibro di: Sonny Rollins, Oscar Peterson, Ray Charles, Michel Petrucciani, Niels-Henning Ørsted Pedersen, Keith Jarrett, Wayne Shorter, Dizzy Gillespie, John Scofield, Herbie Hancock, Pat Metheny, Michel Camilo, Svend Asmussen Quartet, Richard Bona e Tony Allen.